# Mythimna phlebitis
Mythimna phlebitis är en fjärilsart som beskrevs av Rudolf Püngeler 1904. Mythimna phlebitis ingår i släktet Mythimna och familjen nattflyn. Inga underarter finns listade i Catalogue of Life.